# District de Saint-Jean-d'Angély
Le district de Saint-Jean-d'Angély est une ancienne division territoriale française du département de la Charente-Inférieure de 1790 à 1795.
Il était composé des cantons de Saint-Jean d'Angely, Aulnay, Beauvais, Brisambourg, Loulay, Lozay, Matha, Néré, Saint Savinien, Taillebourg et Tonnai Boutonne.